# Peter Tabichi
Peter Tabichi (Nyamira, 1982) es un religioso y profesor de ciencias keniata.

## Biografía
Su madre murió cuando él tenía 11 años. Su padre, un profesor de primaria Lawrence Tabichi, tuvo el trabajo de criarlos a él y a sus hermanos. Estudió en la Universidad de Egerton. Y luego se unió a la orden de hermanos franciscanos.
Trabaja en la escuela de Escuela Secundaria Keriko en la villa de Pwani, donde estudiantes de diversas culturas y religiones aprenden en aulas mal equipadas. El 95% de los estudiantes provienen de familias pobres, casi un tercio son huérfanos o tienen un solo padre, y a muchos les es difícil el acceso a los alimentos. Sus estudiantes, contra todo pronóstico, han logrado ganar el Premio de la Real Sociedad de Química después de aprovechar la vida vegetal local para generar electricidad. Peter vio que la escuela de su aldea era la primera a nivel nacional en la categoría de escuelas públicas.

## Reconocimiento
Recibió el Premio Global a la Enseñanza el 23 de marzo de 2019. Para la ocasión de gala usó el hábito de la orden de San Francisco de Asís, que se ciñe a la cintura con un cordón franciscano de tres nudos para representar la pobreza, la castidad y la obediencia.